# Une page d'histoire inédite
Une page d’histoire inédite est une nouvelle de Guy de Maupassant, parue en 1880.

## Historique
Une page d’histoire inédite est initialement publiée dans la revue Le Gaulois du 27 octobre 1880.

## Résumé
Le narrateur revient sur un détail de l’histoire qui a changé la destinée de Napoléon, dans son testament Napoléon lègue 20 000 francs à l’habitant de Bocognano qui l’a tiré des mains des brigands. Voici le rappel des faits :
En 1793, Napoléon est un jeune officier d’artillerie en congé à Ajaccio. Il surprend une conversation sur le complot que le général Paoli veut monter contre la France avec le soutien de l’Angleterre.
Paoli qui ne peut pas prendre le risque de voir Napoléon raconter partout ce qu’il a entendu, le fait arrêter par la famille Morelli à la sortie du village de Bocognano. Délivré par des alliés de sa famille, Napoléon rejoint le continent ou l’attend son destin fabuleux. Quelques jours plus tard, Paoli prononce l’indépendance de la Corse et fait incendier la maison des Bonaparte.

## Extraits
« Sans la force et le courage de cette femme, c’était fait de Napoléon. Toute l’histoire moderne se trouvait donc changée. La mémoire des hommes n’aurait point eu à retenir les noms des victoires retentissantes ! des millions d’êtres ne seraient pas morts sous le canon !... »

## Édition française
- Une page d'histoire inédite, dans Misti, recueil de vingt nouvelles de Maupassant, Éditions Albin Michel, Le Livre de poche no 2156, 1967.
- Une page d’histoire inédite, Maupassant, contes et nouvelles, texte établi et annoté par Louis Forestier, Bibliothèque de la Pléiade, éditions Gallimard, 1974  (ISBN 978 2 07 010805 3).